# Московский городской педагогический университет
Московский городской педагогический университет (МГПУ) — один из ведущих педагогических вузов Москвы (наряду с МПГУ и МГППУ), административно подчинён Москве.
При вузе действуют Музей экономики и быта и музей советского экономиста Виталия Алексеевича Жамина.

## История
Не раз возникали идеи о создании нового педагогического университета в конце 1980-х — начале 1990-х годов в Москве. В 1993 году Московский департамент образования предложил Министерству образования России проект о создании на базе МГОПи нового вуза МГПУ. В предложении были сформулированы и прописаны шаги по развитию будущего университета. К корпусам МГОПи предполагалось присоединение столичных педагогических училищ № 9 (Воеводина д. 4), № 16 (Шереметьевская ул. д. 66-а), и здание школы № 418 на 3-й Владимирской ул. Однако, идеи два года так и оставались не воплощёнными.
Университет был основан 1 марта 1995 года по решению Правительства Москвы. Его основателями стали первый ректор В. В. Рябов, руководитель Департамента образования Л. П. Кезина и заместитель министра образования России В. Д. Шадриков. Материальную основу МГПУ составляли здания педагогических колледжей № 1 (им. Ушинского — ныне здание института права и управления МГПУ), № 2 (ныне — главный административный корпус МГПУ, ИГН МГПУ), № 3 (им. Крупской, ныне — представительский корпус МГПУ) № 4 (ныне — колледж «Черемушки» МГПУ), № 5 — (ныне — здание института педагогики и психологии образования), № 6 — (ныне — колледж «Дорогомилово» МГПУ).
В первый год приняты первые 1300 студентов на 8 факультетов (первыми из которых были исторический и филологический) по 17 специальностям и 3 формам обучения. Институт быстро растёт — вскоре факультетов становится 12 — педагогический, исторический, филологический, психологический, коррекционной педагогики, иностранных языков, физического воспитания и спорта, математический, химико-биологический, географический, технологии и предпринимательства. Позже появляются также юридический и другие факультеты.
С 1995 года в МГПУ действует аспирантура, а с 1996 года — докторантура.
В 1997 году открыт Самарский филиал МГПУ.
С конца 2000-х годов вводится уровневая система «бакалавриат — магистратура», проводится укрупнение структурных подразделений путём объединения факультетов в институты (сформированы институты гуманитарных наук, дополнительного образования, иностранных языков, менеджмента, педагогики и психологии образования, системных проектов, среднего профессионального образования, естествознания и спортивных технологий, культуры и искусств, делового администрирования, юридический, а также институт цифрового образования, институт психологии, социологии и социальных отношений). Самарский филиал осуществляет обучение по 32 образовательным программам высшего и послевузовского профессионального образования. По результатам государственной аккредитации Самарский филиал ГАОУ ВО МГПУ единственный в Самарской области сохранил статус университета педагогического профиля.
В 2006 году открыт Институт иностранных языков на базе факультета английской филологии и факультета романо-германской филологии. В 2010 году на базе исторического и филологического факультетов создан институт гуманитарных наук МГПУ. В 2014 году создан Институт культуры и искусств.
В 2012 году к университету присоединён Московский гуманитарный педагогический институт (МГПИ), в 2013 году присоединена Московская государственная академия делового администрирования (МГАДА). В 2014 году 10 педагогических колледжей входят в состав Московского городского педагогического университета. В 2015 году колледжи объединились в Институт среднего профессионального образования имени К. Д. Ушинского. В 2019 году в Институте создается лаборатория развития подростка. Научный руководитель лаборатории доктор психологических наук Е. Е. Кравцова.
В 2017 году МГПУ открывает программу «Серебряный университет», для обучения людей старшего возраста.
С 2018 года в МГПУ проводится ежегодный международный симпозиум «Образование и город».

## Администрация
Ректор университета с момента основания — член-корреспондент Российской академии образования историк Виктор Васильевич Рябов. С 2012 года пост ректора занимал бывший ректор МГПИ Александр Геннадьевич Кутузов, а Рябов избран президентом университета (находился в должности вплоть до своей смерти в 2025 году). С 2013 года пост ректора занимает Игорь Михайлович Реморенко.

## Научная деятельность
В университете выпускается журнал ВАК «Вестник МГПУ», электронный рецензируемый научный журнал «Наука в мегаполисе». Публикуются институтские ежегодные сборники научных трудов. Внутри университета располагаются методические объединения по апробации педагогических разработок университета (например: организационно-методический центр «Школа права», проект «Исторический кроссворд», и т.д).

## Рейтинги
- Место в диапазоне 1301—1400 в Международном рейтинге «Три миссии университета»[5];
- 64-е место в рейтинге вузов России (RAEX), 2022[6];
- 39-е место в рейтинге влиятельности вузов России (RAEX), 2022[7];
- В предметных рейтингах RAEX МГПУ входит в списки лучших вузов по 7 направлениям подготовки[8].

## Институты и адреса корпусов
Большинство институтов размещено в типовых советских зданиях школ. Выделяются среди них комплекс зданий Института гуманитарных наук (за оригинальную надстройку по проекту мастерской № 2 «Моспромпроект», 2003—2005 годы, корпус введён в строй в 2004 году) и остеклённые переходы между двумя типовыми пятиэтажными зданиями арх. Степановой, фонтан у входной галереи (архитекторы Александр Ларин, Марат Константинов, Александр Поляшов, Павел Кошкарев, Михаил Холмогоров), здание Института Иностранных Языков (открыт 1 сентября 2004 года, проект мастерской № 4 Управления «Моспроект-2»), здание представительского корпуса на Садовой-Самотёчной ул. д. 8 (здание по проекту М. Ф. Казакова, до революции — частная женская гимназия, затем — по приказу Н. К. Крупской в здании были организованы курсы по подготовке работников детских дошкольных учреждений; в 1936 году учебное заведение стало Педагогическим училищем № 3, позже получившее наименование им. Крупской).
- Главный корпус — (бывшее Педагогическое училище № 2 г. Москвы) здание Института гуманитарных наук, Административный корпус — 2-й Сельскохозяйственный пр., д. 4.
- Представительский корпус — ул. Садовая-Самотёчная, д. 8.
- Институт естествознания и спортивных технологий — ул. Чечулина, д. 1 и д. 3.
- Институт экономики, управления и права — Новокузнецкая ул., д. 16, стр. 10, 2-й Тульский переулок, д. 4.
- Институт психологии и комплексной реабилитации (до 1 сентября 2024 — Институт специального образования и психологии) — Петровско-Разумовский пр., д. 27. (на ремонте с февраля 2024 года), ул. Панфёрова, д. 8, корп. 2
- Институт среднего профессионального образования им. К. Д. Ушинского — Учебный корпус «Колледж Арбат» (пер. Каменная Слобода, д. 4), Учебный корпус «Колледж Дорогомилово» (Поклонная ул, д. 2), Учебный корпус «Колледж Измайлово» (Измайловский бульвар, д. 19), Учебный корпус «Колледж имени С. Я. Маршака» (Большая Академическая ул., д. 77А, стр. 1), Учебный корпус «Колледж Медведково» (ул. Грекова, д. 3, корп. 1), Учебный корпус «Колледж Черемушки» (ул. Цюрупы, д. 14Б), Учебный корпус «Колледж Варшавка Арт» (Варшавское ш., д. 44А) и «Экономический колледж» (Зеленоград, корп. 1140).
- Институт педагогики и психологии образования — Столярный переулок, дом 16.
- Институт культуры и искусств — ул. Фабрициуса, д. 21, ул. Марии Ульяновой, д. 21, Дмитровское шоссе, д. 34, корп. 2.
- Институт иностранных языков —  ул. Полтавская, д. 3; Малый Казённый пер., д. 5Б,
- Институт непрерывного образования и институт системных проектов — в состав входят девять лабораторий, проектный офис и два отдела.
- Центр проектного творчества «Старт-про» — Протопоповский пер., д. 5.
- Институт цифрового образования — Шереметьевская ул., д. 28, 29.
- Зеленоградское отделение — институт делового администрирования — Зеленоград, корп. 1140.
- Общежития (Гостиница МГПУ) — ул. Чечулина, д. 3, к.2, Ярославское ш., д. 5.

## Почётные профессора МГПУ
- Абдуллаев Камал Мехтиевич
- Вудриф Брайан — руководитель муниципальных образовательных структур округа Ричмонд (Великобритания)
- Кезина Любовь Петровна
- Комлева Мария Андреевна
- Кубрякова Елена Самойловна
- Кухарчик Петр Дмитриевич
- Лобье Патрик де — профессор Женевского университета, член папского совета «Справедливость и мир» (Швейцария)
- Лужков Юрий Михайлович
- Мортиаль Ингберт фон — профессор педагогики Боннского университета
- Эбзеев Борис Сафарович
- Ямбург Евгений Александрович

## Известные преподаватели
См. категорию Категория:Преподаватели Московского городского педагогического университета
- Амонашвили, Шалва Александрович
- Ананишнев, Владимир Максимович
- Атанасян, Сергей Левонович
- Афанасьева, Ольга Васильевна
- Вагнер, Бертиль Бертильевич
- Васильев, Дмитрий Валентинович
- Данилевский, Игорь Николаевич
- Карпачёв, Сергей Павлович
- Корнилов, Валентин Алексеевич
- Марченко, Михаил Николаевич
- Мордкович, Александр Григорьевич
- Немов, Роберт Семёнович
- Ниорадзе, Валерия Гивиевна
- Осиновский, Игорь Николаевич
- Пашенцев, Дмитрий Алексеевич
- Радченко, Олег Анатольевич
- Ртищева, Галина Анатольевна
- Рыжов, Борис Николаевич
- Савенков, Александр Ильич
- Саплина, Елена Витальевна
- Царёв, Алексей Юрьевич
- Чистяков, Олег Иванович
- Шаповал, Виктор Васильевич
- Хаванов, Евгений Иванович

## Известные выпускники
См. категорию Выпускники Московского городского педагогического университета
- Бирюкова, Софья Сергеевна[13] — российская фигуристка, выступающая в женском одиночном катании до 2014 года, затем в парном катании с Андреем Филоновым. Чемпионка зимней Универсиады в 2013 году. Мастер спорта России международного класса.
- Гарипов, Эмин Надирович — российский гимнаст, капитан сборной России по спортивной гимнастике.
- Царукаева, Светлана Касполатовна — российский тяжелоатлет, аспирант МГПУ.
- Жиганшин, Руслан Наильевич[14] — бывший российский фигурист, выступавший в танцах на льду. Мастер спорта России международного класса.
- Молев, Антон Ильич — почетный работник общего образования Российской Федерации, заместитель руководителя Департамента образования и науки города Москвы (с сентября 2019 г.), кандидат философских наук.
- Пасека, Мария Валерьевна[15] — российская гимнастка. Двукратная чемпионка мира (2015, 2017), серебряный и бронзовый призёр Олимпиады 2012 года; двукратный серебряный призёр Олимпиады 2016 года.
- Ушамирский, Алексей Константинович[16] — российский бизнесмен, почетный строитель России, министр транспорта, связи и автомобильных дорог Самарской области (2004—2006).
- Фещенко, Владимир Валентинович[17] — российский филолог, семиотик, специалист в области взаимосвязи языка и искусства, лингвистической эстетики и поэтики, философии языка, языка авангардных текстов. Кандидат филологических наук.